# Кунай
Кунай (яп. 苦無) — японский нож, возможно произошедший от кельмы. Две широко узнаваемые вариации куная — это маленький кунай и большой кунай. Этот простой инструмент мог стать многофункциональным оружием в руках мастера боевых искусств. Кунай обычно ассоциируется с ниндзя, которые использовали его, чтобы проделывать отверстия в стенах. Кунай изначально являлся инструментом фермера, но впоследствии эволюционировал в оружие, которым мы его знаем сегодня.

## Дизайн
Длина куная предположительно варьировалась от 10 до 50 см. Он использовался крестьянами как многофункциональный инструмент сбора урожая, а также каменщиками и укладчиками. По своему применению кунай ближе к молотку или же лопатке. В прошлом он использовался как инструмент для копания, забивания или разбивания чего-либо, к примеру в садоводстве. Клинок изготавливался из мягкого железа, лезвие не затачивалось, так как он использовался для дробления мягких материалов, например дерева или гипса, а также для проделывания дыр. Обычно затачивался лишь наконечник.
Кунай обычно имел листообразную форму и ручку с кольцом на эфесе для крепления веревки. Прикрепленная веревка позволяла использовать кунай как рычаг или же привязать его к палке и получить самодельное копье, привязать его к телу, использовать как якорь или скальный крюк. Вопреки популярному мнению, кунай не был предназначен для использования в качестве метательного оружия, а использовался для нанесения колющих ударов.
Вариации кунаев включают в себя длинные, короткие, пилообразные, узкие и широкие лезвия. В некоторых случаях кунай трудно отличить от сикоро (しころ), широкого пилообразного клинка с рукояткой кинжала.

## Использование
Многие виды оружия ниндзя были адаптированными фермерскими инструментами. Кунаи были дёшевы в производстве, имели удобный размер и вес, а также могли быть легко заточены, поэтому приобрели популярность как оружие. Кунай был тяжелее и больше сюрикэна, но благодаря ручке мог использоваться в ближнем бою куда эффективнее. Также кунай мог использоваться как альпинистский инструмент и аналог скального крюка.